# スティーブ・ブリン
スティーブ・ブリン（Stephen Keener、1942年12月3日 - 2022年3月30日）は、アメリカ合衆国の男性声優。

## 出演作品

### テレビアニメ
- 戦え!超ロボット生命体トランスフォーマー2010（スキャッターショット、ハングルー）
- トランスフォーマー ザ・リバース（ハードヘッド、フォートレス・マキシマス、スコーピオン、マインドワイプ）